# Вили Вебер
Вили Вебер (Вилхелм Фридрих Вебер, роден 11 март 1942 в Регенсбург) е официалният мениджър на Михаел и Ралф Шумахер.
Като тийнейджър Вебер търгува със стари армейски униформи. Изгражда верига за търговия със стари коли. Активен е и в хотелиерството и гастрономията.
Запален по моторните спортове основава заедно с Клаус Трела тима от Ф3 WTS. През 1988 неговият пилот Йоахим Винкелхок става шампион на Германия. През 1988 се запознава с 19-годишния Михаел Шумахер. Вебер го финансира в началото на кариерата му и му осигурява договор с Джордън.